# 卡林·圖爾庫
卡林·N·圖爾庫（羅馬尼亞語：Călin N. Turcu，1942年9月25日—2006年1月7日）是羅馬尼亞幽浮學家。
自1972年羅馬尼亞的Valea Plopului發生不明飛行物目擊事件起，圖爾庫開始對羅馬尼亞的不明飛行物現象進行調查，累積了大量的證詞、相片和素描。1977年成立研究不明飛行物現象的小組RUFOR；並於1979年至1986年間發行《RUFOR》刊物，總共發行27期。
此外他亦撰有不少書籍和文章，並先後於羅馬尼亞舉辦了一百多場關於不明飛行物的演講。